# إدارة سعة الخدمة

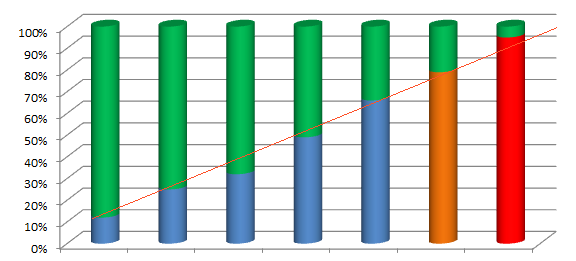

[إدارة سعة الخدمة] (بالإنجليزية: Capacity management)‏ يوفرها تصميم الخدمة في مكتبة البنية التحتية للمعلوماتية.

## مواضيع ذات صلة
- مكتبة البنية التحتية للمعلوماتية

## وصلات خارجية
- الموقع الرسمي لمكتبة البنية التحتية لتقنية المعلومات
- المنتدى الدولي لإدارة خدمات تقنية المعلومات - منطقة الخليج العربي